# Souni-Zanakia
Souni-Zanakia (griechisch Σούνι-Ζανακιά), auch Souni-Zanatzia (griechisch Σούνι-Ζανατζιά), ist eine Gemeinde im Bezirk Limassol in der Republik Zypern. Bei der Volkszählung im Jahr 2021 hatte sie 1257 Einwohner. Im Wesentlichen handelt es sich um 2 Dörfer, Souni und Zanakia, die fast miteinander verbunden sind. Verwaltungstechnisch bilden sie eine Gemeinschaft.

## Lage und Umgebung

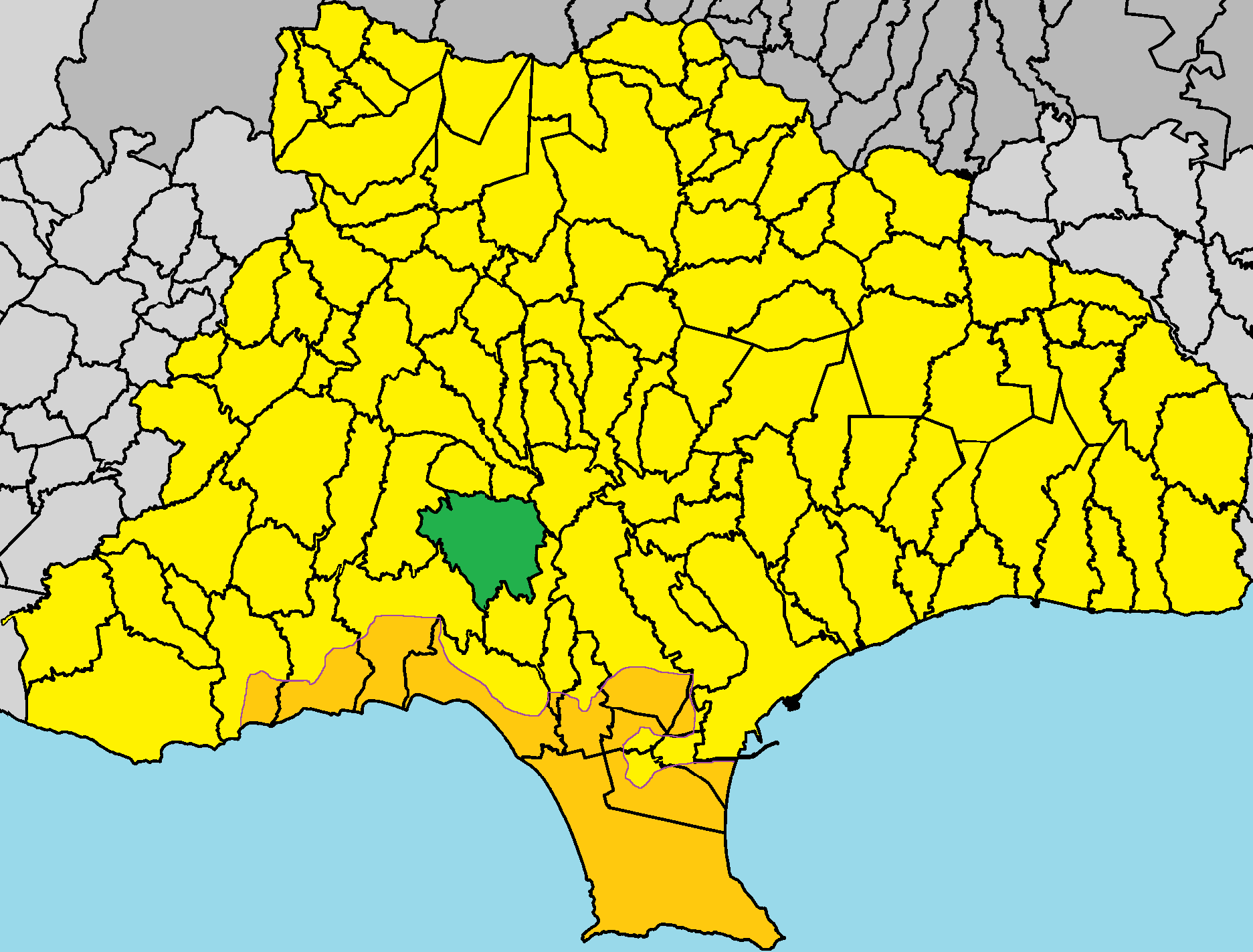
Lage im Bezirk Limassol

Souni-Zanakia liegt im Süden der Mittelmeerinsel Zypern auf einer Höhe von etwa 420 Metern, etwa 23 Kilometer nordwestlich von Limassol. Das etwa 20,65 Quadratkilometer große Dorf grenzt im Südosten an Kandou, im Südwesten an Sotira, im Westen an Pano Kivides, im Norden an Kato Kivides und Agios Therapon und im Nordosten an Alassa. Das Dorf kann über die Straße E601 erreicht werden.
In der Umgebung werden Johannisbrot, Getreide, Futter- und Heilpflanzen, Weinreben, Mandeln, Oliven und Obstbäume angebaut.

## Geschichte

### Souni
Souni wird in mittelalterlichen Quellen nicht erwähnt. Es scheint, dass die ursprüngliche Siedlung zerstört wurde und später die aktuelle Siedlung wieder aufgebaut wurde.
Die Tatsache, dass Souni in der Nähe des alten Königreichs Kourion liegt, zu dem es wahrscheinlich gehörte, führt jedoch zu der Hypothese, dass Souni einen alten Ortsnamen in seinem Namen bewahrt. Das Gebiet des Dorfes war wichtig für die Stadt Kourion, denn von diesem Gebiet aus wurde die antike Stadt zumindest während der Römerzeit und sehr wahrscheinlich schon früher mit Trinkwasser versorgt.

### Zanakia
Zanatzia ist seit der Zeit der fränkischen Besetzung unter demselben Namen bekannt, also gehörte es wahrscheinlich einem Herrn namens „Zane“, von dem es den Namen „Zanakia“ erhielt. Eine andere Version besagt, dass es seinen Namen dem Vogel Circinae (griechisch Ζάνος) verdankt, der in der Gegend nistet. Eine dritte Version, die auch wahrscheinlich ist, besagt, dass das Dorf seinen Namen der Pflanze Bosea cypria (griechisch Ζαλάτζιν) verdankt.
Im Jahr 1600, während der türkischen Besatzung, wurde das Dorf aus unbekannten Gründen von den Türken zerstört. Es wurde dann eine Farm der Familie Hatzipavlou aus Limassol, die Weinplantagen anlegte, was zur Umsiedlung einer kleinen Anzahl von Einwohnern führte. In Zanakia entstand die erste kleine Weinfabrik von Hatzipavlou-ETKO, die heute als Weinlager fungiert.

### Bevölkerungsentwicklung
| Jahr             | 1881 | 1891 | 1901 | 1911 | 1921 | 1931 | 1946 | 1960 | 1976 | 1982 | 1992 | 2001 | 2011 | 2021 |
| Einwohner gesamt | 174  | 2    | 11   | 9    | 36   | 34   | 0    | 66   | 72   | 155  | 265  | 402  | 837  | 1257 |
| Zanakia          | 174  | 2    | 7    | 7    | 23   | 21   | 0    |      | 49   | 61   | 36   |      |      |      |
| Souni            |      | 0    | 4    | 2    | 13   | 13   | 0    |      | 55   | 94   | 229  |      |      |      |